# Benno Hoffmann

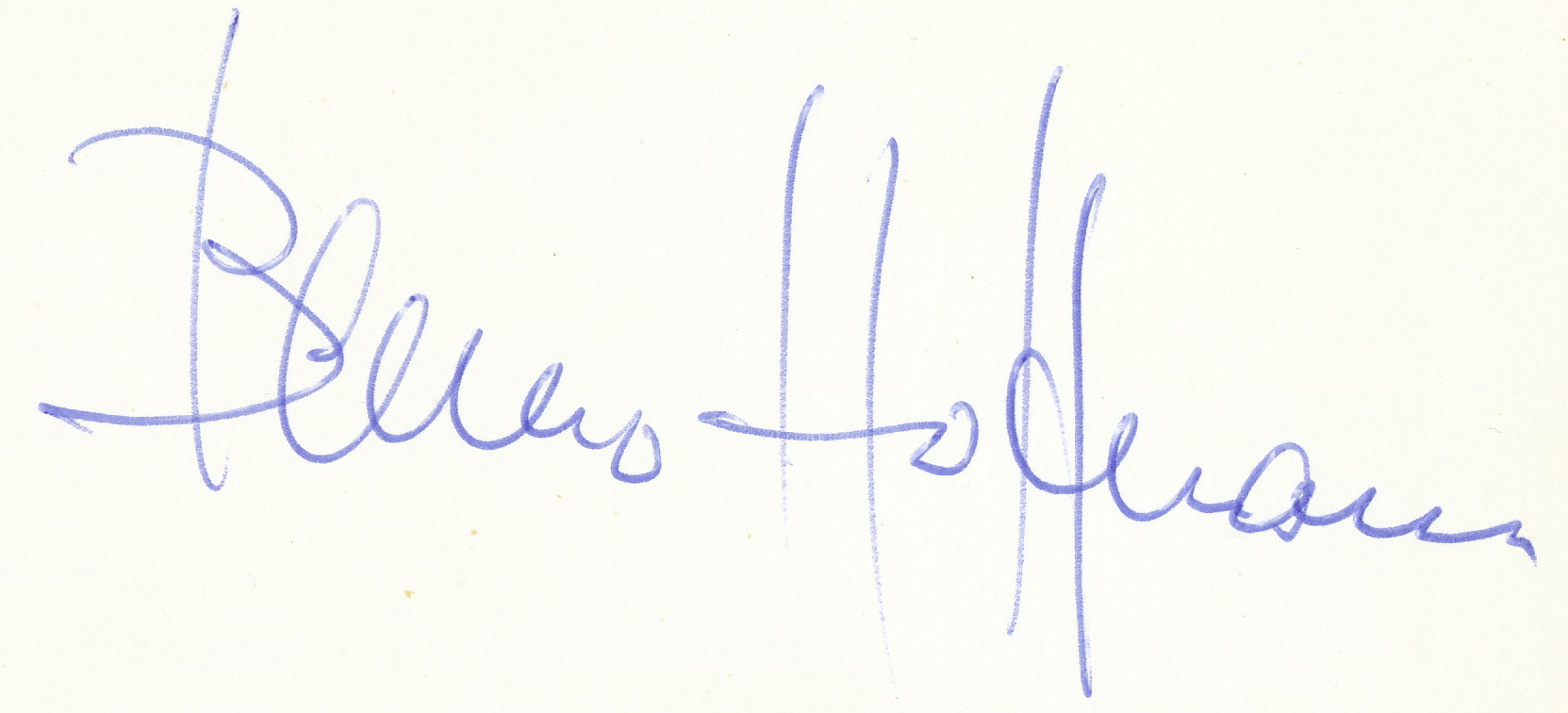
Signatur von Benno Hoffmann

Benno Hoffmann, eigentlich Bernhard Adolf Bodmann (* 30. Mai 1919 in Süderbrarup; † 9. März 2005 in Vomp, Österreich) war ein deutscher Ballettmeister, Synchronsprecher und Schauspieler.

## Leben
Bernhard Adolf Bodmann wurde als nichteheliches Kind in Süderbrarup in Schleswig-Holstein geboren. Später heiratete die Mutter und übersiedelte nach Essen, wo ihr Sohn von 1934 bis 1936 ein Praktikum bei der Friedrich Krupp AG durchlief. Seine Leidenschaft jedoch gehörte dem Theater, weshalb er von 1936 bis 1939 an der renommierten Folkwangschule eine Ausbildung in Schauspiel und Tanz absolvierte. Ab 1939 arbeitete er als Tänzer und Ballettmeister unter anderem an den Wuppertaler Bühnen, am Landestheater Coburg, wo er sich auch als Operetten-Regisseur betätigte, am Deutschen Theater Göttingen, an den Bühnen der Stadt Bielefeld und am Badischen Staatstheater Karlsruhe. Nach seinem Kriegsdienst bei der Marine von 1941 bis 1945 und weiteren Engagements bei den genannten Bühnen war er 1948/1949 als Erster Solotänzer am Staatstheater am Gärtnerplatz in München beschäftigt. Erst seit 1951 arbeitete Hoffmann vorwiegend als Schauspieler, wobei er oft raue bis komische Charaktere verkörperte. Vor allem in Operetten und Musicals konnte er seine Fähigkeiten als Sänger und Tänzer unter Beweis stellen. Seine Paraderolle war der Alfred P. Doolittle in My Fair Lady, den er über tausend Mal verkörperte. In dieser und vielen anderen Rollen war er auf zahlreichen Tourneen durch Deutschland, Österreich, die Schweiz, Luxemburg und Frankreich zu sehen.
Ab den 1960er Jahren wurde Hoffmann durch zahlreiche Film- und Fernseh-Rollen bundesweit bekannt. Er spielte unter anderem in dem Edgar-Wallace-Film Zimmer 13 (1964), in Die Nibelungen (1966), Lina Braake (1975), Wehe, wenn Schwarzenbeck kommt (1979) oder verkörperte die Rolle des Paul Plaschke, der Werbefigur der ARD-Glücksspirale, die er schließlich sogar in einer eigenen Serie, Trautes Heim (1990), weiterspielte. Ebenfalls beliebt war er in der ARD-Vorabend-Serie 6 Richtige. Hoffmann, mit seiner kräftigen Figur und dem kahlen, massigen Schädel unverwechselbar, war bis in die 1990er Jahre vor allem als TV-Darsteller regelmäßig präsent.
Eine seiner populärsten Rollen war die des Gangsters Cliff Fletcher in dem dreiteiligen Thriller Die Schlüssel von Francis Durbridge, der erstmals im Januar 1965 ausgestrahlt wurde. Mit dem von ihm in dieser Serie getragenen schwarzen Lackmantel setzte er sogar einen Modetrend. Es erschienen Artikel in mehreren Zeitungen und Zeitschriften, in denen u. a. darauf hingewiesen wurde, dass Hoffmann privat nichts mit Cliff Fletcher gemein habe.
Darüber hinaus arbeitete Hoffmann zwischen 1955 und 1984 vielfach als Synchronsprecher, unter anderem für Zero Mostel (Toll trieben es die alten Römer), Boris Karloff (Frankenstein) oder Clifton James als Sheriff J. W. Pepper in den beiden James-Bond-Filmen Leben und sterben lassen und Der Mann mit dem goldenen Colt. In den Werner-Zeichentrickfilmen sprach er den Polizisten Bruno und in der Trickfilmserie Als die Tiere den Wald verließen den bösartigen Blaufuchs Narbengesicht. Davor sprach er noch in den Walt-Disney-Produktionen Die Hexe und der Zauberer die Rolle des Sir Hector und in Cap und Capper den Jäger Amos Slade.
1994/1995 lieh er Dr. Wily in der Serie Mega Man seine Stimme.
Benno Hoffmann hatte zwei Söhne und war ab 1964 in dritter Ehe mit der Schauspielerin Anna Smolik verheiratet. Benno Hoffmann starb am 9. März 2005 nach langjähriger Krankheit im Alter von 85 Jahren in einem Pflegeheim in seinem österreichischen Wohnort Vomp, Tirol. Er wurde auf dem Friedhof der Gralsgemeinde in Vomperberg, einem Ortsteil von Vomp, begraben.

## Filmografie
- 1955: Die Barrings
- 1955: Nacht der Entscheidung
- 1956: Die Halbstarken (auch Regieassistent)
- 1957: Endstation Liebe (auch Regie-Assistenz)
- 1958: Stefanie
- 1958: Zeit zu leben und Zeit zu sterben (ungenannt)
- 1958: Münchhausen in Afrika
- 1959: Die Halbzarte (auch Choreografie)
- 1959: Der Mann, der sich verkaufte
- 1959: Labyrinth
- 1959: 2 x Adam, 1 x Eva
- 1959: Der König ist tot (Fernsehfilm)
- 1959: Ich und die Kuh (La vache et le prisonnier, Wache im Sägewerk)
- 1960: Kirmes
- 1960: Jenseits des Rheins (Le passage du Rhin)
- 1960: Die Sklaven Roms (La rivolta degli schiavi)
- 1961: Der Transport
- 1962: Gabriel Schillings Flucht (Fernsehfilm)
- 1962: Tunnel 28
- 1962: Jeder stirbt für sich allein (Fernsehfilm)
- 1962: Das große Vorbild (Fernsehfilm)
- 1963: Das Echo (Fernsehfilm)
- 1963: Das Glück läuft hinterher (Fernsehfilm)
- 1964: Zimmer 13
- 1964: Nebelmörder
- 1964: Das Gespenst von Canterville (Fernsehfilm)
- 1964: Sicher ist sicher (Fernsehfilm)
- 1964: Abenteuerliche Geschichten: Flucht in den Tod (Fernsehserie)
- 1965: Die Herren
- 1965: Die Schlüssel (Durbridge-Dreiteiler)
- 1965: Die fünfte Kolonne: Libelle, bitte kommen
- 1966: Intercontinental Express: Die Reise nach Rom (Fernsehserie)
- 1966: Die Nibelungen, 1. Teil: Siegfried von Xanten
- 1966: Gewagtes Spiel: Der Doppelgänger (Fernsehserie)
- 1967: Tragödie in einer Wohnwagenstadt (Fernsehfilm)
- 1967: Polizeifunk ruft: Der Wolfshund (Fernsehserie)
- 1967: Der Tag, an dem die Kinder verschwanden (Fernsehfilm)
- 1967: Kommissar Brahm: 15 Gramm Paraoxon (Fernsehserie)
- 1968: Das Schloß
- 1968: Spedition Marcus (Fernsehserie)
- 1968: Sommersprossen
- 1969: Polizeifunk ruft – Die Erpresser
- 1969: Christoph Kolumbus oder Die Entdeckung Amerikas
- 1969: Ein Jahr ohne Sonntag (Fernsehserie)
- 1969: Nicht fummeln, Liebling
- 1969: Stewardessen (Fernsehserie)
- 1970: Miss Molly Mill (Fernsehserie)
- 1971: Der Opernball (TV)
- 1972: Wenn der Hahn kräht (Aufzeichnung aus dem St. Pauli Theater)
- 1972: Im Auftrag von Madame (Fernsehserie)
- 1973: Der Lord von Barmbeck
- 1973: Die Kriminalerzählung (Fernsehserie)
- 1973: Bauern, Bonzen und Bomben
- 1973: Lokaltermin (Fernsehserie, Folge Nichts geht mehr)
- 1974: Drei Männer im Schnee
- 1975: Lina Braake oder Die Interessen der Bank können nicht die Interessen sein, die Lina Braake hat
- 1975: Berlinger
- 1976: Ein Herz und eine Seele (Fernsehserie, Folge: Massage)
- 1977: Derrick (Fernsehserie, Folge Hals in der Schlinge)
- 1979: Es begann bei Tiffany
- 1979: Wehe, wenn Schwarzenbeck kommt
- 1980: Auf Achse (Fernsehserie, Folge Vollgas)
- 1981: Heute spielen wir den Boß – Wo geht’s denn hier zum Film?
- 1983: 6 Richtige (Fernsehserie)
- 1985: Der Fahnder (Fernsehserie, Folge Eine Beute kriegt Beine)
- 1986: Ein heikler Fall (Fernsehserie)
- 1988: Auch das noch (Fernsehserie)
- 1990: Trautes Heim (Fernsehserie)
- 1991: Großstadtrevier (Fernsehserie, Folge Sonntagsfrühstück)
- 1994: Familie Heinz Becker (Fernsehserie, Folge In der Galerie)